# Amning
Amning är naturens sätt att förse ett spädbarn med mat genom att låta det suga på moderns bröst, även kallat att "ge di" eller att "ge bröstet". Motsvarande begrepp för vad barnet gör är att dia. 
Produktionen av bröstmjölk förbereds hos den gravida kvinnan under graviditeten, och produktionen stimuleras när barnet suger: spädbarn har en sugreflex som gör att de kan suga och svälja mjölk. Mjölkproduktionen stimuleras av att barnet suger på bröstet, genom att hormonerna prolaktin och oxytocin frisätts av beröringen av bröstvårtorna. Komplettering med bröstmjölksersättning eller fast föda i ett för tidigt skede eller i för stor utsträckning kan leda till otillräcklig mjölkproduktion. 
Mänsklig bröstmjölk är den hälsosammaste formen av mjölk för spädbarn. Det finns få undantag, såsom när modern tar vissa läkemedel eller är smittad av T-lymfotrop virus, HIV, eller har en aktiv obehandlad tuberkulos. Amning främjar hälsan, förebygger sjukdomar och minskar mat-, hälso- och sjukvårdskostnader.
Experterna är överens om att amning är fördelaktigt, men kan vara oense om hur länge det är mest gynnsamt att amma och hur stora fördelarna med amning är.
Världshälsoorganisationen (WHO) och American Academy of Pediatrics (AAP) betonar värdet av amning för såväl mödrar som barn. Båda rekommenderar enbart amning under de första sex månaderna och därefter kompletterad amning i minst ett år och upp till två år eller mer.
Mjölkutsöndring hos män och kvinnor utan koppling till amning kallas galaktorré.

## Bröstmjölk
Inte alla egenskaper i bröstmjölk är förstådda, men dess näringsinnehåll är relativt stabilt. Bröstmjölk är gjord av näringsämnen i moderns blodomlopp och kroppslager. Bröstmjölk har precis rätt mängd fett, socker, vatten och protein som behövs för ett barns tillväxt och utveckling. Eftersom amning förbrukar i genomsnitt 500 kilokalorier per dag kan den hjälpa modern att gå ned i vikt efter förlossningen. Sammansättningen av bröstmjölk förändras beroende på hur länge barnet diar per tillfälle, samt barnets ålder.
Kvaliteten på moderns bröstmjölk kan äventyras av rökning, alkoholhaltiga drycker, koffeinhaltiga drycker, marijuana, metamfetamin, heroin och metadon.

## Dokumenterade fördelar

### För barnet
- Barn som ammats får bättre immunförsvar än de som inte ammats[1][2][3][4] men rådet är framför allt tillämpligt i utvecklingsländer och det finns inga starka medicinska skäl att helamma i Sverige[5]

- Färre infektioner,[6][7][8][9] och de infektioner som trots allt inträffar får kortare läkningstid[10]
- Amning minskar risken att barnet dör i plötslig spädbarnsdöd[11][12]
- Barn som ammats blir intelligentare än de som inte ammats[13]
- Den som ammats som barn har som vuxen mindre risk att drabbas av diabetes (Typ 1 och 2)[9][14][15][16][17] och bröstcancer[18]
- Bröstmjölken är lättsmält och näringsrik.

### För modern
- Hormoner som frigörs vid amning stärker banden mellan moder och barn[19][20]
- Moderns band med barnet hjälper fadern att knyta band med barnet[21]
- Hormonerna oxytocin och prolaktin frigörs vid amning, vilka gör modern mer avslappnad och mer omhändertagande om sitt barn[22][23]
- Amning hjälper modern att gå ner i vikt efter förlossningen[24]
- Amning minskar moderns risk för att drabbas av bröstcancer och äggstockscancer senare i livet[9][25][26]
- Amning minskar moderns risk för att drabbas av hjärtsjukdomar senare i livet[27]

## Schemalagd och fri amning
I modern tid har olika råd givits ifall barnet ska ammas när barnet signalerar att det vill äta (så kallad fri amning) eller efter en tidsplan, ungefär varje halvtimme under barnets vakna tid. Förr ammades barn efter tidsplan på 3-4 timmars intervaller. Denna tidsplan medförde problem då moderns mjölk sinade eftersom mjölkproduktionen kan vara svårare att hålla igång med för få amningstillfällen. Svenska livsmedelsverket rekommenderade 2010 fri amning, det vill säga amning på barnets signal. Det finns flera förespråkare för fasta amningstider, till exempel Anna Wahlgren och Gina Ford. 
Amning nattetid ger extra påslag av prolaktin som påverkar mjölkproduktionen positivt.

## Avsluta amning
Rekommendationerna för hur lång amningstiden bör vara innan annan mat ges till barnet varierar både genom tiderna och i olika kulturer. WHO rekommenderar att ha bröstmjölk som enda föda de sex första månaderna och att därefter komplettera bröstmjölk med lämplig mat upp till 2 år eller mer.
Enligt WHO (2001) tillfredsställer bröstmjölkens sammansättning barnets behov under de första sex levnadsmånaderna med undantag av vitamin D. I slutet av 2008 började Livsmedelsverket att rekommendera tillskott av vitamin D istället för så kallade AD-droppar som rekommenderats tidigare.

## Manlig amning
Män producerar inte mjölk under normala omständigheter. Genom hormonbehandling kan mäns mjölkkörtlar stimuleras till att producera bröstmjölk men några studier kring manlig amning har inte gjorts.